# 派珀黑粉菌
派珀黑粉菌（学名：Ustilago piperi）是属于黑粉菌目黑粉菌科黑粉菌属的一种真菌，寄生在蓼属植物上。该种分布于中国、丹麦、挪威、瑞典、芬兰、爱沙尼亚、拉脱维亚、俄罗斯、德国、意大利、加拿大、美国等地。